# ستيفن راسل ريد
ستيفن راسل ريد (بالإنجليزية: Stephen R. Reed)‏ هو سياسي أمريكي، ولد في 9 أغسطس 1949 في الولايات المتحدة. حزبياً، نشط في الحزب الديمقراطي. وقد انتخب عضو مجلس نواب بنسيلفانيا.